# Culto a la personalidad de Heydar Alíyev

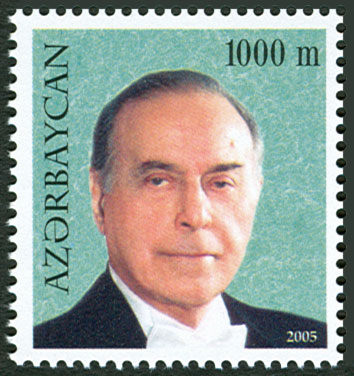
Sello postal azerí de 2005 que representa a Aliyev.

El culto a la personalidad de Heydar Aliyev, también denominado heydarismo (en azerí: heydərizm),pasó a ser un elemento central en la política y sociedad de Azerbaiyán tras su ascenso al poder en 1993 como presidente, y se mantuvo incluso después de su fallecimiento en 2003, cuando fue sucedido por su hijo Ilham Aliyev.Antes de ocupar la presidencia, Aliyev fue miembro del politburó soviético y lideró la República Socialista Soviética de Azerbaiyán entre 1969 y 1987. Una vez en el poder, estableció cuidadosamente un régimen autocrático, basado en el apoyo de su familia y círculo cercano, el aprovechamiento de los ingresos petroleros y una red de favores y lealtades.
En Azerbaiyán, Heydar Aliyev es retratado como el “líder nacional del pueblo azerí”.

## Imagen de Heydar Alíyev en Azerbaiyán
Heydar Alíyev ha sido acusado durante años de vulnerar los derechos humanos y de establecer un régimen autoritario en Azerbaiyán, al que varios críticos incluso han tildado de totalitario.Su culto a la personalidad ha sido comparado con el de la antigua Unión Soviética, destacando un ambiente de temor en el país y una fuerte censura sobre los medios.Esta dinámica se mantuvo tras su fallecimiento. De acuerdo con el analista azerí Zafar Guliyev, la llegada de Ilham Alíyev al poder en 2003 fortaleció aún más la figura de su padre, consolidando su culto personal y promoviendo una reinterpretación de la historia reciente de la nación.

En su libro de 2003 The New Great Game: Blood and Oil in Central Asia, el periodista alemán Lutz Kleveman ofreció una descripción de la situación:
En sus ocho años de gobierno, el autócrata ha orquestado un verdadero culto a la personalidad. Imágenes de Aliyev, curtido y con aspecto de esfinge, se exhiben en las paredes de todas las oficinas del país. Las pinturas con la leyenda "Hijo Resplandeciente del Pueblo" muestran a un presidente asombrosamente rejuvenecido que emite rayos de luz rojos y amarillos, mientras que en realidad, Aliyev, de ochenta años, padece cáncer y desde hace tiempo eligió a su hijo Ilham para sucederlo como presidente.
El analista opositor Zardusht Alizade sostuvo que Aliyev representaba "el último vestigio del legado político de Stalin y Beria", y que encarnaba algunas de las experiencias más dolorosas vividas por el pueblo azerí.Por su parte, el Registro de Actas y Debates del Congreso de Estados Unidos en 2006 manifestó su inquietud ante la forma en que el gobierno de Ilham Aliyev conserva una televisión estatal con rasgos propios de la era soviética, además de haber elevado a Heydar Aliyev al estatus de figura de culto, aunque en una escala menor.

El periodista estadounidense y experto en la región del Cáucaso, Thomas Goltz, escribió en 1998:
Lo que me preocupa del legado final de Heydar. Con la ayuda de un culto a la personalidad alimentado por el petróleo que su mentor Leonid Brezhnev envidiaría, Heydar ha logrado consolidarse como la personificación de Azerbaiyán: el Estado, soy yo.
Julie Hill, en su libro de 2005 The Silk Road Revisited: Markets, Merchants and Minarets, retrató el culto a la personalidad de la siguiente manera:
Entre un supermercado y una ferretería, en una calle transitada cerca del centro de Bakú, se encuentra un cartel con los retratos de Heydar Aliyev, quien posteriormente sería presidente de Azerbaiyán y, en palabras de su hijo Ilham Aliyev, el actual presidente, el "fundador de un estado azerí independiente". En Bakú, los indicios del creciente culto a Aliyev, fallecido en 2003, son omnipresentes. Su retrato brilla en los carteles de las intersecciones. El aeropuerto, las escuelas y las fábricas llevan su nombre. Su busto se encuentra en edificios públicos. Mi primer instinto fue pensar que los omnipresentes retratos eran un desaire a su sucesor. Pero era evidente que la cultura que Heydar había creado ahora le servía de mucho a Ilham. Su hijo asumió el poder tras la muerte de su padre y consolidó su control tras unas elecciones fraudulentas en noviembre de 2003.
La diplomacia de Azerbaiyán también ha impulsado la conmemoración del centenario del nacimiento de Heydar Aliyev en 2023.

## Reacción de Heydar Aliyev
En 2001, periodistas de varios países de la CEI le preguntaron a Heydar Aliyev acerca del culto a su figura, y él contestó:
La gente me quiere, no puedo hacer nada al respecto. Hace poco, el presidente del comité ejecutivo de la ciudad de Ganja decidió erigir una estatua mía frente al edificio del comité. Lo llamé y le dije que no era necesario. Se resistió, pero le dije: «Pon una estatua después de mi muerte...».

## Lugares que llevan el nombre de Heydar Alíyev

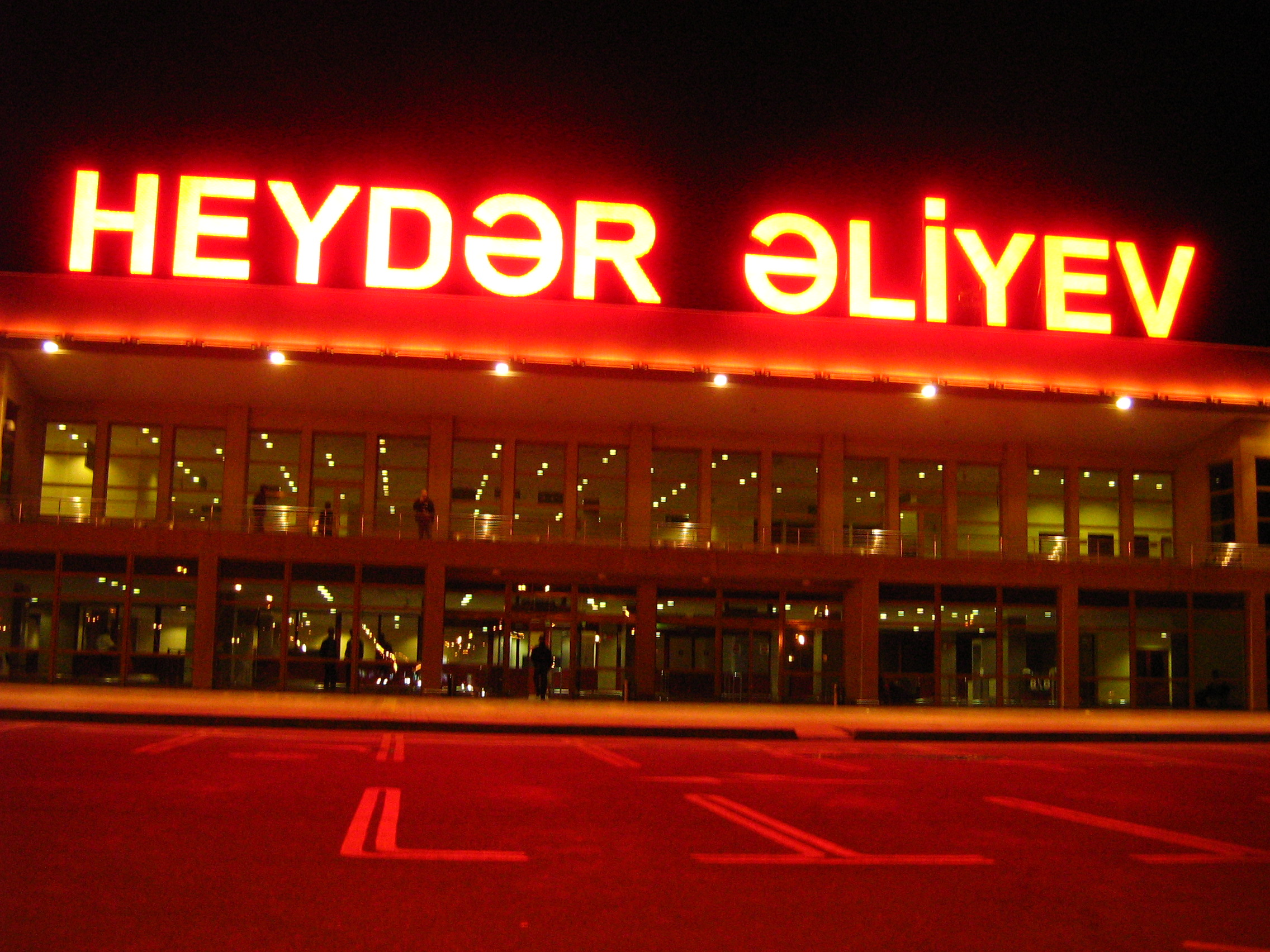
El Aeropuerto Internacional Heydar Alíyev de Bakú.

Cada ciudad y pueblo de Azerbaiyán tiene una calle que lleva el nombre de Heydar Aliyev,incluida una de las avenidas centrales de la capital, Bakú.Según información oficial, hay 60 museos y centros Heydar Alíyev en Azerbaiyán.
Otros lugares que llevan su nombre incluyen:
- Aeropuerto Internacional Heydar Alíyev, llamado así en honor a Heydar Aliyev el 10 de marzo de 2004.[21]
- Complejo Deportivo y de Conciertos Heydər Alíyev.
- Centro Heydar Alíyev.
- Mezquita Heydar en Bakú (inaugurada en 2014)[22]
- Refinería de petróleo Heydar Alíyev
- Universidad Humanitaria Georgia-Azerbaiyana Heydar Aliyev, una universidad independiente en Marneuli, Georgia (inaugurada en 2008).[23]

### Fuera de Azerbaiyán
- 2004 – Bosque en Ankara, Turquía.[24]
- 2004 – Calle en Astaná, Kazajistán.[25]
- 2006 – Parque en Estambul, Turquía.[26]
- 2007 – Plaza en Tiflis, Georgia.[27]
- 2007 – Parque en Ankara, Turquía.[28]
- 2007 – Parque en Bucarest, Rumania.[29]
- 2007 – Avenida en Amán, Jordania.[30]
- 2008 – Calle en Ankara, Turquía.[31]
- 2010 – Bosque en Foça, Turquía.[32]
- 2010 – Avenida en Hadera, Israel.[33]
- 2010 - Plaza en Kiev, Ucrania.[34]
- 2010 – Parque en Kartepe, Turquía.[35]
- 2011 – Puente en Tarso, Turquía.[36]
- 2011 – Escuela en Ankara, Turquía.[37]
- 2011 – Liceo en Iğdır, Turquía.[38]
- 2011 – Calle en Malgobek, Ingusetia, Rusia.[39]
- 2011 – Escuela en Astracán, Rusia.[40]
- Parque en Esmirna, Turquía.[41]
- Avenida en Esmirna, Turquía.[42]
- Bulevar en Esmirna, Turquía.[43]
- Escuela secundaria en Aliağa, Turquía.[44]

El 14 de junio de 2005, se inauguró una placa conmemorativa en San Petersburgo, Rusia, en la calle Gorokhovaya 6, cerca de la casa donde Aliyev vivió entre 1949 y 1950.

## Otros homenajes
La Orden Heydar Alíyev, fundada en 2004, es la orden suprema de la República de Azerbaiyán.

### Gül bayramı
Desde el año 2000, se celebra anualmente en Bakú un festival en honor a Heydar Alíyev, llamado Gül bayramı, que se traduce como "Fiesta de las Flores". Comienza el 10 de mayo y dura varios días. Tradicionalmente, se celebra en el Parque Heydar Aliyev, frente al Banco Central de Azerbaiyán, donde se recolectan flores únicas de todo el mundo.Según el periódico opositor Yeni Musavat, en 2013 se gastaron más de 76 millones de dólares en este festival.

### Películas
En 2003 se rodaron dos películas para conmemorar el 80.º cumpleaños de Aliyev. Etiqueta Negra (Qara nişanə) fue dirigida por Vagif Mustafayev, con el actor polaco Tadeusz Huk interpretando el papel de Alíyev. El Momento de la Verdad fue dirigida por Ramiz Fataliyev con el actor ruso Aleksandr Baluyev como protagonista.